# Miechów (gemeente)
De gemeente Miechów is een stad- en landgemeente in het Poolse woiwodschap Klein-Polen, in powiat Miechowski.
De zetel van de gemeente is in Miechów.
Op 30 juni 2004 telde de gemeente 19 949 inwoners.

## Oppervlakte gegevens
In 2002 bedroeg de totale oppervlakte van gemeente Miechów 148,4 km², waarvan:
- agrarisch gebied: 88%
- bossen: 5%

De gemeente beslaat 21,93% van de totale oppervlakte van de powiat.

## Demografie
Stand op 30 juni 2004:
| Omschrijving                   | Totaal | Totaal | Vrouwen | Vrouwen | Mannen | Mannen |
| ------------------------------ | ------ | ------ | ------- | ------- | ------ | ------ |
| eenheid                        | aantal | %      | aantal  | %       | aantal | %      |
| inwoners                       | 19 949 | 100    | 10 350  | 51,9    | 9599   | 48,1   |
| bevolkingsdichtheid (inw./km²) | 134,4  | 134,4  | 69,7    | 69,7    | 64,7   | 64,7   |

In 2002 bedroeg het gemiddelde inkomen per inwoner 1167,73 zł.

## Administratieve plaatsen (sołectwo)
Biskupice, Bukowska Wola, Brzuchania, Celiny Przesławickie, Dziewięcioły, Falniów, Falniów-Wysiołek, Glinica, Jaksice, Kalina-Lisiniec, Kalina Mała, Kalina-Rędziny, Kamieńczyce, Komorów, Nasiechowice, Parkoszowice, Podleśna Wola, Podmiejska Wola, Pojałowice, Poradów, Przesławice, Pstroszyce Drugie, Pstroszyce Pierwsze, Siedliska, Sławice, Strzeżów Drugi, Strzeżów Pierwszy, Szczepanowice, Widnica, Wielki Dół, Wymysłów, Zagorzyce, Zapustka, Zarogów.

## Aangrenzende gemeenten
Charsznica, Gołcza, Książ Wielki, Racławice, Radziemice, Słaboszów, Słomniki